# Massimo Palombella
Massimo Palombella, S.D.B., (Turijn, 25 december 1967) is een Italiaans geestelijke en koordirigent.
Palombella trad toe tot de Paters Salesianen van Don Bosco en werd in 1995 priester gewijd. Naast zijn studies filosofie en theologie aan de Pauselijke Salesiaanse Universiteit studeerde hij muziekwetenschappen aan het conservatorium van Turijn. Na zijn priesterwijding werkte hij bij het studentenpastoraat in Rome. Hij was oprichter en eerste dirigent van het Romeins interuniversitair studentenkoor. Daarnaast doceerde hij gewijde muziek aan de Salesiaanse Universiteit en aan het Conservatorium Guido Cantelli in Novara. Hij was hoogleraar aan de Universiteit Sapienza, docent aan het conservatorium van Turijn en hoofdredacteur van het - aan geestelijke muziek gewijde - tijdschrift Armonia di Voci (Harmonie der Stemmen). Hij is - als expert van de liturgische muziek - verbonden aan de Italiaanse bisschoppenconferentie.
Vanaf 1995 had hij de muzikale leiding bij alle bijeenkomsten van de paus met de Romeinse universitaire gemeenschap. Tijdens de sluiting van het Jaar van de Priester dirigeerde hij op het Sint-Pietersplein het interuniversitair koor van Rome, voor de gelegenheid bijgestaan door het provinciaal orkest van Bari.
Paus Benedictus XVI benoemde hem op 16 oktober 2010 tot muzikaal directeur en dirigent van het Koor van de Sixtijnse kapel. Op 14 januari 2017 werd hij door paus Franciscus benoemd tot adviseur (consultor) van de Congregatie voor de Goddelijke Eredienst en de Regeling van de Sacramenten.
- Bibliothèque nationale de France: cb156203035 (data)
- CiNii: DA1775579X
- Gemeinsame Normdatei: 1121540775
- International Standard Name Identifier: 0000 0000 3872 5067
- Library of Congress Control Number: n2009001735
- MusicBrainz: 7424edf6-1de7-49d2-8b76-2c68cd863290
- Nationale Bibliotheek van Tsjechië: xx0238394
- Nederlandse Thesaurus van Auteursnamen: 216738644
- Réseau des bibliothèques de Suisse occidentale: 02-A006509228
- Istituto Centrale per il Catalogo Unico: CFIV158543
- Virtual International Authority File: 52015711
- WorldCat: E39PBJgcXgf7cFCcb3MqGkVgrq